# 特許殖民地
特许殖民地（英語：Charter colony），是英国殖民地的一种，由英国王室颁发特许状准许一些公民实体（通常为殖民公司）对领土进行殖民，并且准许这些实体持有对殖民地的治理权。